# Micromitrium thraustophyllum
Micromitrium thraustophyllum là một loài rêu trong họ Orthotrichaceae. Loài này được (Müll. Hal. ex Broth.) Paris mô tả khoa học đầu tiên năm 1905.